# Баллиндеррин
Баллиндеррин (англ. Ballinderreen; ирл. Baile an Doirín) — деревня в Ирландии, находится в графстве Голуэй (провинция Коннахт).